# 彰化系統交流道
彰化系統交流道位於臺灣彰化縣彰化市，國道一號指標192k、國道三號指標196k處，於2004年1月11日啟用，為兩大主線三個交會點中最南者。因兩大主線交會處東南方已有寶廓聚落，設計時將交流道配置在西南方，型式為雙Y型。
|  | 192 彰化系統 |  | 大甲 南投 |
|  | 196 彰化系統 |  | 台中 彰化 |

## 外部連結
- 國道一號彰化系統交流道示意圖 （页面存档备份，存于）（交通部高速公路局）
- 國道三號彰化系統交流道示意圖 （页面存档备份，存于）（交通部高速公路局）